# Worthy Patterson
Worthington R. Patterson, detto Worthy (New Haven, 17 giugno 1931 – Santa Monica, 6 dicembre 2022), è stato un cestista statunitense, professionista nella NBA.

## Carriera
Non selezionato al Draft NBA 1954, giocò 4 partite con i St. Louis Hawks nella stagione 1957-58. In seguito giocò per due stagioni negli Scranton Miners della EPBL.